# Супрематизм

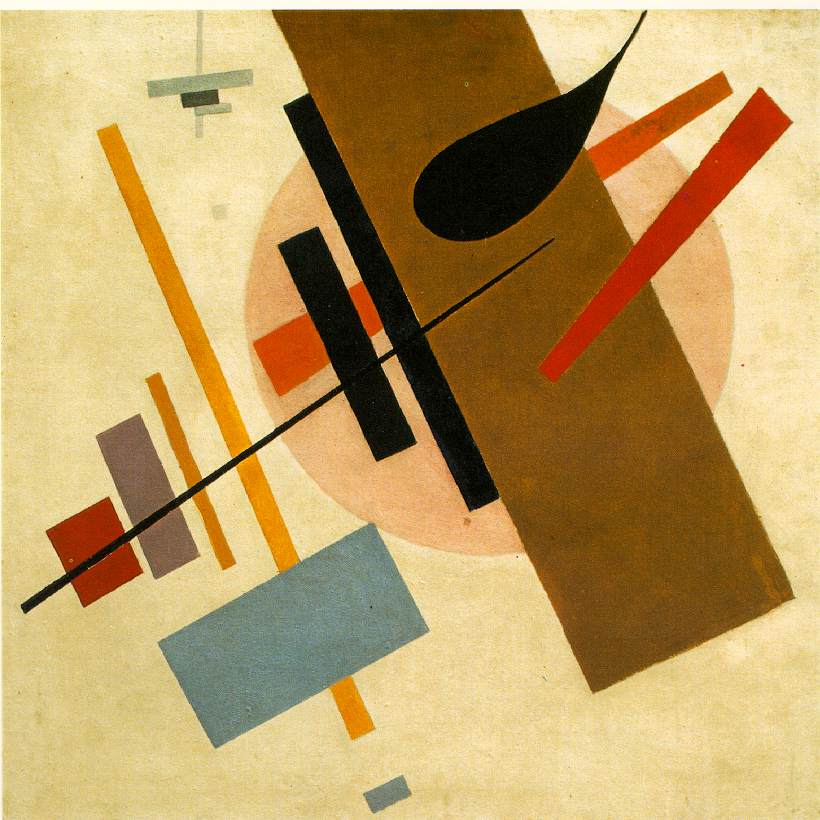
Казимир Малевич, Супрематизм. 1915—1916.

Супремати́зм (от лат. supremus «наивысший») — направление в авангардистском искусстве, основанное в 1915 году Казимиром Малевичем. Разновидность геометрического абстракционизма.

## Определение
Впервые термин «супрематизм» был использован художником Казимиром Малевичем для описания своих абстрактных композиций, представленных на «Последней футуристической выставке „0,10“» в декабре 1915.
Супрематизм является разновидностью абстракционизма и выражается в комбинациях разноцветных плоскостей простейших геометрических форм, таких как прямая линия, квадрат, круг и прямоугольник.

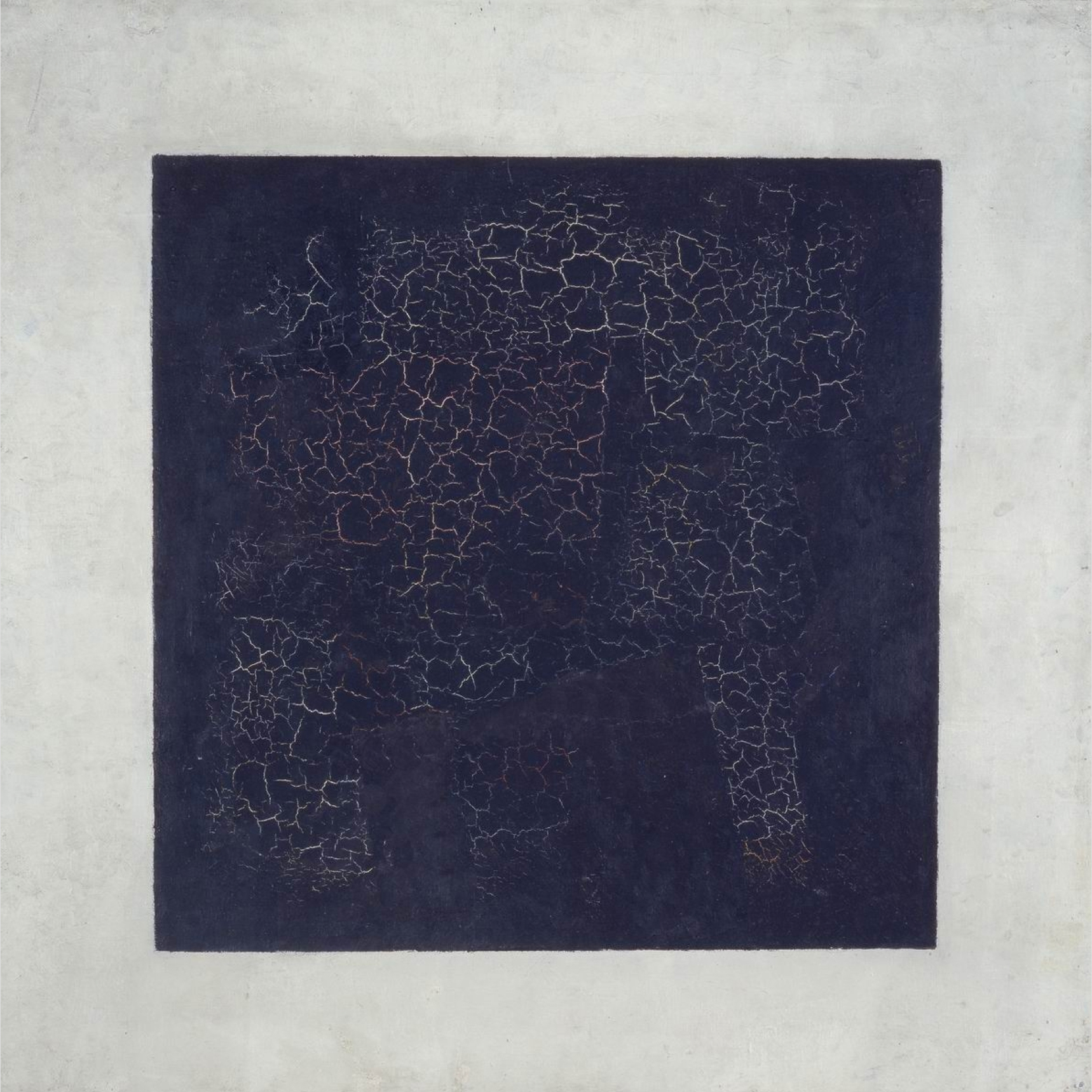
Казимир Малевич, 1915, «Чёрный супрематический квадрат», масло на льняном холсте, 79,5 x 79,5 см, Третьяковская галерея, Москва.

## История
Термин «супрематизм» происходит от латинского корня «supremus», что означает доминирование и превосходство цвета над другими свойствами живописи.
Супрематические картины, по мнению Малевича, освобождали краску от служения другим целям и становились первым шагом к «чистому творчеству», где творческая сила человека и Природы становились равными.
Супрематизм стал одним из центральных явлений русского авангарда. Начиная с 1915 года, когда были выставлены первые абстрактные работы Малевича (в том числе — «Чёрный квадрат»), супрематизм оказывал влияние на творчество таких художников, как Ольга Розанова, Любовь Попова, Иван Клюн, Надежда Удальцова, Александра Экстер, Николай Суетин, Лазарь Хидекель, Иван Пуни, Нина Генке, Александр Древин, Александр Родченко и многих других.

## Авангардное художественное объединение
В 1919 году Малевич и его ученики создали группу УНОВИС (Утвердители нового искусства). Председателем творческого комитета УНОВИСа стал Лазарь Хидекель.
Манифест УНОВИСа был опубликован Казимиром Малевичем в витебском журнале «Искусство» в 1921 году.
В дальнейшем, даже в условиях гонений на авангардное искусство в СССР, эти идеи нашли своё воплощение в архитектуре, дизайне, сценографии.